# Pouilly-sur-Saône
Pouilly-sur-Saône – miejscowość i gmina we Francji, w regionie Burgundia-Franche-Comté, w departamencie Côte-d’Or.
Według danych na rok 1990 gminę zamieszkiwało 539 osób, a gęstość zaludnienia wynosiła 105 osób/km² (wśród 2044 gmin Burgundii Pouilly-sur-Saône plasuje się na 429. miejscu pod względem liczby ludności, natomiast pod względem powierzchni na miejscu 1229.).